# Маклауд, Уильям Дуб, 7-й глава клана Маклауд
Уильям Дуб Маклауд (англ. Alasdair Crotach MacLeod; гэльск. Uilleam Dubh MacLeòid) (ок. 1415—1480) — 7-й вождь клана Маклаудов (1442—1480). Считается, что он был младшим сыном, однако из-за смерти старшего брата Уильям Дуб стал преемником своего отца, Иэна Борба, в 1442 году. Уильям Дуб был стариком, когда его убили, и он возглавлял свой клан в битва при Кровавом заливе в 1480 году. Он был последним вождем Маклаудов, похороненным на острове Иона. Ему наследовал его сын Аласдер Кротах.

## Биография

### Преемственность
По словам историка клана начала XX века Р. К. Маклауда, Уильям Дуб родился примерно в 1415 году. Он был сыном вождя Маклауда Иэна Борба. В рукописи Баннатайн записано, что Иэн Борб женился на внучке графа Дугласа — несколько историков клана 20-го века дали ей имя Маргарет . У пары было два сына по имени Уильям и Норман (Тормод), а также две дочери. В рукописи утверждается, что Норман был старшим из братьев, но умер молодым и оставил сына, который был слишком молод, чтобы унаследовать пост вождя. Фактически, Уильям был сыном, сменившим Иэна Борба на посту вождя . Маклауды утверждают, что это произошло в 1442 году . По мнению Маклауда, тот факт, что клан принял Уильяма Дуба в качестве вождя, а не опекуна, был свидетельством того, что Уильям на самом деле был старшим братом. Позже в XX веке А. Моррисон заявил, что Норман, вероятно, был внебрачным сыном Иэна Борба и что он был значительно старше Уильяма, поскольку Норман возглавлял клан в битве в 1428 году . Согласно данным историкам клана Моррисона и Д. Маккиннона XX века Уильям Дуб был известен как «Длинный меч».

### Клановые конфликты
Уильям Дуб и его родственник, Родерик Маклауд из Льюиса, записаны как свидетели хартии, выданной Джоном Макдональдом, графом Росса, лордом островов, его младшему брату Хью Макдональду из Слита, датированной 28 июня 1449 года. Согласно МакВуриху, гэльскому историку из Слита, Уильям Дуб («Уильям Маклауд из Гарриса») сопровождал Хью и других «молодых джентльменов с островов» в рейдовой экспедиции на Оркнейские острова. Традиция гласит, что жители Западных островов одержали победу в конфликте с жителями Северных островов и что граф Оркнейский также был убит. Говорят, что Хью разорил Оркнейские острова и взял много добычи. По мнению клановых историков начала XX века А. Макдональда и А. Макдональда, эта экспедиция состоялась около 1460 года.
В конце XV века Ангус Ог Макдональд (ум. 1490), внебрачный сын Джона Макдональда, графа Росса и лорда Островов (1434—1503), попытался свергнуть своего отца. Ангуса поддержали все ветви клана Макдональд, а также Маклауды из Льюиса. Однако другие островные кланы, такие как Маклауды Гарриса и Данвегана, Маклейны и Макнилы, поддержали Джона. В рукописи Баннатайна говорится, что противоборствующие кланы вели стычки на всей территории Гебридских островов. Одна из таких стычек произошла на Скай между Макдональдами и Маклаудами, когда большие силы Макдональдов во главе с «Эваном Маккейлом», сыном вождя Кланраналда, высадились в заливе Эйрд с намерением опустошить территорию Маклаудов. В это время Уильям Дуб отсутствовал, и его единственный сын Аласдер собрал силы клана и повел их к Макдональдам, которые расположились лагерем возле своих галер. Противостоящие силы столкнулись друг с другом, и Аласдер был ранен в спину Эваном Маккейлом, который замахнулся боевым топором. Когда Аласдер упал на землю, он схватил Эвана Маккейла, убил его кинжалом и отрезал мертвецу голову в качестве трофея. Битва закончилась поражением Макдональдов, потерявших большую часть своих людей и десять галер. Рукопись датируется примерно 1830-ми годами и утверждает, что на месте, где, как утверждается, произошла битва, до сих пор можно было увидеть груды костей и черепов.
Эти стычки привели к финальному столкновению в битве при Кровавом заливе в 1480 году . В этом конфликте в рукописи Баннатайн говорится, что Уильям Дуб был убит на раннем этапе, а после падения своего вождя Маклауды начали уступать дорогу. Однако священник по имени Каллум Клерих заставил хранителя Флага Фей развернуть свое знамя. В рукописи говорится, что когда родственники Уильяма Маклауда, Маклауды из Льюиса, перешли на другую сторону, увидев развернутый священный флаг, и присоединились к силам, поддерживающим Джона. Однако судьба битвы уже была решена, и силы Ангуса одержали победу. Большое количество членов клана было убито во время конфликта, в том числе носитель флага Мурха Бич, а также двенадцать мужчин, которым было поручено защищать флаг. Тело Уильяма Дуба было доставлено на остров Иона, чтобы похоронить его вместе с телами его предшественников. Тело Мурхи Бреака было помещено в ту же гробницу, что и его — в рукописи Баннатайна говорится, что это была высшая честь, которую можно было оказать его останкам. Уильям Дуб был последним вождем Маклаудов, похороненным на Ионе.

### Место погребения
В рукописи Баннатайн говорится, что первые семь вождей клана Маклауд были похоронены в Ионе. Хор аббатства Иона, по большей части, датируется началом 16 века. В центре хора находится большой камень, в котором когда-то находилась монументальная медная медь, традиционно называемая Маклаудом. Камень образовал матрицу, которая когда-то содержала латунную инкрустацию (традиция утверждает, что это была серебряная инкрустация). Это самый большой резной камень на острове, его размеры 7 футов 9,25 дюйма (2,37 м) на 3 фута 10 дюймов (1,17 м). Р. К. Маклауд предположил, что, возможно, основатель клана Леод и пять его преемников были похоронены под ним, однако, по его мнению, четвертый вождь, Иэн Сиар, был похоронен в другом месте.

## Семья
Историки клана XX века Моррисон и Маккиннон заявили, что первая жена Уильяма Дуба была его двоюродной сестрой, дочерью Джона Маклейна, 3-го вождя клана Маклейн из Лохбуи. Историк клана конца XIX века А. М. Синклер заявил, что она была дочерью Мердока Маклейна, 2-го вождя клана Маклейн из Лохбуи. После смерти своей первой жены Уильям Дуб затем женился на Энн, дочери Ранальда Бана Макдональда из Мойдарта и Кланраналда. После смерти Уильяма Дуба Энн вышла замуж за своего кузена Гектора Роя Маккензи, 1-го из Гейрлоха.
У Уильяма Дуба был сын, Аласдер Кротах, который стал его преемником после его смерти. Моррисон и Маккиннон заявили, что его сын был продуктом его первого брака и что у Уильяма Дуба также было две дочери — по одной от каждой из двух его жен. Историк XIX века А. Маккензи подарил Уильяму Дубу только одну дочь и заявил, что она вышла замуж за Лахлана Маклейна из Дуарта.